# 鹿島館
鹿島館（かしまだて）は、 岩手県北上市上鬼柳5地割にあった日本の城。別称は鬼柳鹿島館・鬼柳城。

## 概要
陸奥国和賀郡鬼柳村に所在した。城跡は和賀川右岸の比高20メートル余の河岸段丘縁部に立地し、七郭に分かれる。1971年（昭和46年）と1972年（昭和47年）に北上市教育委員会によって一部発掘調査が行われたが、現在は土木工事によって半壊している。

## 歴史・沿革
館主は和賀一族の鬼柳氏で、東方にあった丸子館から南北朝時代に鬼柳義綱が移り住んだとされるが、遺物の年代から室町時代後期の館と考えられている。和賀川下流領域の各郷を支配し、応永8年（1401年）以降、宗家に変わって和賀郡一円の惣領頭となったが、天正18年（1590年）の豊臣秀吉による奥州仕置により所領没収、城地追放の処分がなされた。
天正20年（1592年）の『諸城破却書上』には、「鬼柳 平城 破 南部主馬助持分 代官 鬼柳源四郎」とある。